# 노준
노준(Noh Jun, 1969년 ~ )은 대한민국의 조각가이다.

## 학력
- 2006   서울대학교 미술대학원 미술학 조소전공 미술학 박사과정 수료(Ph.D)
- 1999   서울대학교 미술대학원 조소과 미술학 석사(M.F.A)
- 1993   서울대학교 미술대학 조소과 학사(B.F.A)

### 개인전
- 2011  ‘희망을 잊은 이들을 위한 희망’, 이화익갤러리, 서울
- 2010  ‘You can do more light and trivial’, 갤러리 카제, 오사카
- 2009  ‘가볍고 진지하지 못한’, 갤러리 로얄, 서울
- 2009  ‘NJ Entertainment, Osaka’, 갤러리 카제, 오사카
- 2009  ‘NJ Entertainment, Tokyo’, 도쿄 금산갤러리, 도쿄
- 2008  ‘NJ Entertainment, Seoul’, 이화익갤러리, 서울
- 2007  ‘Mother & Son - Your Wishes Ⅱ’, 인천 신세계백화점 갤러리, 인천
- 2007  ‘Mother & Son - Your Wishes’, 송은 갤러리, 서울
- 2006  ‘Image - Mother & Son’, 김진혜 갤러리, 서울
- 2004  ‘대지의 숨(A Respiration of the Earth)’, 스페이스 셀, 서울

### 2인전
- 2011  ‘나얼&노준’ 2인전, 카제갤러리, 오사카
- 2008  ‘금중기, 노준’ 2인전, 갤러리 마노, 서울
- 2007  ‘노준x서승모 1st. collabo. 구멍(孔)’, 갤러리 팩토리, 서울
- 2007  ‘백조의 물밑작업’나얼&노준 2인전, 샘표스페이스, 이천
- 2006  ‘나얼&노준’ 2인전, 신촌 현대백화점, 서울

### 주요 단체전
- 2011 ‘KIAF’, 이화익갤러리, 코엑스, 서울
- 2011 ‘아시아탑갤러리 아트페어’, 이화익갤러리, 하얏트호텔, 서울
- 2011 ‘상해 아트페어’, 갤러리 반디 트라소, 상해
- 2011 ‘2011 화랑미술제’, COEX, 이화익갤러리, 서울
- 2011 ‘신년묘책’전, 신세계갤러리, 서울
- 2011 ‘MoA invites 2011’전, 서울대학교 미술관, 서울
- 2011 ‘송은미술대상 10주년 기념전’, 송은아트센터, 서울\

- 2010 ‘Korea Great Pop Art 20’전, 갤러리 H, 서울
- 2010 ‘서울미술대전 한국 현대조각 2010’전, 서울시립미술관, 서울
- 2010 ‘KIAF’, 이화익갤러리, 코엑스, 서울
- 2010 ‘아시아탑갤러리 아트페어’, 이화익갤러리, 신라호텔, 서울
- 2010 ‘결핍된 주체’전, 인터알리아, 서울
- 2010 ‘엘리스의 그림상자’전, 안산 문화예술의 전당, 안산
- 2010 ‘수상한 집으로의 초대, 소장품 기획전’, 서울시립미술관 남서울 분관, 서울
- 2010  '2010 화랑미술제‘, BEXCO, 이화익갤러리, 부산
- 2010 ‘아트 두바이’, 이화익갤러리, 두바이
- 2010 ‘Korean Art Show’, 이화익갤러리, 라베뉴 뉴욕, 뉴욕
- 2010 ‘아시아탑갤러리 아트페어’, 이화익갤러리, 하얏트호텔, 홍콩
- 2010 ‘2001-2009 송은미술대상 대상 수상작전’, 송은갤러리, 서울
- 2010 ‘가가호호’전, 우림갤러리, 서울
- 2010 ‘놀이와 예술은 친구’전, 장흥 아트파크, 장흥
- 2009 ‘인사미술제’, 모인화랑, 서울
- 2009 ‘KIAF’, 이화익갤러리, 코엑스, 서울
- 2009 ‘고베 아트페어’, 갤러리 카제, 고베
- 2009 ‘아트 오사카’, 갤러리 카제, 오사카
- 2009 ‘아시아탑갤러리 아트페어’, 이화익갤러리, 하얏트호텔, 서울
- 2009 ‘오디세이아’전, 치우금속미술관, 서울
- 2009 ‘먼 땅의 만남’, 리트만 갤러리, 포틀랜드, 미국
- 2009 ‘노래하는 눈’, 구로아트밸리 갤러리, 서울
- 2009 ‘홍콩 아트페어 2009’, 카이스 갤러리, 홍콩
- 2009 ‘5인의 우화’전, 두산 아트 스퀘어, 서울
- 2009 ‘제1회 송은의 작가들’전, 송은갤러리, 서울
- 2009 ‘Thank you 2nd’전, JS 아트 갤러리, 파주
- 2009 ‘Playground’전, 카이스 갤러리 홍콩, 홍콩
- 2009 ‘Mr.MIXI in AVANUEL’전, 롯데아트갤러리, 서울
- 2009 ‘소처럼 걷다’전, 신세계갤러리, 서울
- 2009 ‘Mr.MIXI’전, 김진혜갤러리, 서울
- 2008 ‘MoA Vision 1’전, 서울대학교 미술관, 서울
- 2008 ‘樂·Joy·즐거울 락’전, Pax Art Project Space, 북경
- 2008 ‘Emotional Factory’전, 영은미술관, 경기도 광주
- 2008 ‘찾아가는 미술관’전, 월성원자력발전소, 경북 월성
- 2008 ‘똑똑한 기린’전, Gallery H, 울산
- 2008 ‘Love Heart Project’전, 남산공원, 올림픽경기장, 서울
- 2008 ‘KIAF', coex 서울, 이화익갤러리, 서울
- 2008 ‘Red Coil’전, 갤러리 LVS, 서울
- 2008 ‘아시아 탑 갤러리 아트페어’, 호텔 뉴오타니 도쿄, 도쿄
- 2008 ‘마시멜로우 이야기’전, 수원미술전시관, 수원
- 2008 ‘미술이 만난 바다’전, 국립현대미술관, 과천
- 2008 ‘Over the Rainbow’전, 이천시립월전미술관, 경기도
- 2008 ‘제1회 신세계 아트페어’, 신세계 백화점, 서울
- 2008 ‘미피와 함께 만나는 현대미술’, 시안미술관, 영천
- 2008 ‘아티스트 가든’, 클레이아크 김해 미술관, 김해
- 2008 ‘2008 크로스 컬쳐’, 예술의 전당, 서울

## 수상
- 2009  제4회 포스코스틸아트어워드, 본선작가상 수상, 포스코
- 2008  제19회 김세중 청년 조각상 수상, 김세중 기념 사업회
- 2007  제7회 모란 조각대상전, 특선, 모란미술관
- 2007  2007년도 시각예술 창작활성화 지원사업 공모 작가 선정, 서울문화재단
- 2006  제6회 송은 미술대상전, 대상, 송은문화재단

## 작품 소장
- 국립현대미술관
- 송은문화재단
- 국립현대미술관 아트뱅크
- 서울시립미술관
- 서울대학교 미술관
- 영은미술관
- 롯데그룹
- 코오롱
- 한국 야쿠르트